# چهار پر (فیلم ۲۰۰۲)
چهار پر (انگلیسی: The Four Feathers) فیلمی در ژانر جنگی و درام به کارگردانی شکهار کاپور است که در سال ۲۰۰۲ منتشر شد.

## خلاصه داستان
سال ۱۸۸۴. افسر جوان ارتش بریتانیا، «هری فورشم» (هث لجر) از مبارزه با شورشیان مسلمان سودانی خودداری می‌کند. صمیمی‌ترین دوستش، «جک دارنس» (وس بنتلی)، در واکنش به این عمل، پر سفیدی (به نشانهٔ بزدلی) برایش می‌فرستد. دو تن دیگر از هم قطارانش نیز چنین می‌کنند و سرانجام چهارمین پر را نامزد «فورشم» (کیت هادسن) به دست او می‌رساند…

## بازیگران
- هیث لجر
- وس بنتلی
- جایمن هانسو
- کیت هادسون
- الکس جنینگز
- کریس مارشال
- کریستین کالسون
- جیمز کازمو
- لوسی گوردون
- مایکل شین
- روپرت پنری-جونز